# Уильямс, Теннесси
То́мас Лани́р Уи́льямс III (англ. Thomas Lanier Williams III; 26 марта 1911 — 25 февраля 1983), известный под псевдонимом Те́ннесси Уи́льямс (англ. Tennessee Williams), — американский драматург, сценарист, поэт. Лауреат Пулитцеровской премии. Его пьесы неоднократно ставились на мировых театральных сценах и экранизировались.

## Биография

### Ранние годы
Томас Ланир Уильямс III родился в Колумбусе (Миссисипи). Среди его предков — англичане, валлийцы и гугеноты. Его дед по материнской линии, преподобный Уолтер Дэйкин, был священником местной епископальной церкви; бабушка, Роуз О. Дэйкин, была учительницей музыки. Отец Томаса, Корнелиус Коффин (Си-Си) Уильямс, сильно пьющий разъездной торговец обувью, редко бывал дома. Мать, Эдвина (урожд. Дэйкин), являлась образцом «южной красавицы» со склонностью к снобизму, неврозам и истерии. Вскоре после рождения Томаса его деда направили в приход в Кларксдейле (Миссисипи); там, в доме приходского священника, прошло детство будущего писателя.
В детстве Уильямс переболел дифтерией, что едва не стоило ему жизни и на год фактически сделало его узником в собственном доме. Отчасти из-за болезни он был не таким крепким ребёнком, каким желал его видеть отец. Корнелиус, отпрыск крепкой семьи первопроходцев из восточного Теннесси (отсюда псевдоним Уильямса), обладал жёстким характером и склонностью пускать в ход кулаки. Он презирал своего сына за изнеженность, презирал жену, связанную несчастливым браком и почти целиком сосредоточившую внимание на слабом младшем сыне. Члены семьи Уильямса в дальнейшем не раз служили ему источником вдохновения.
Когда Уильямсу было 8 лет, его отец получил должность в головном офисе Международной обувной компании в Сент-Луисе (Миссури). Поскольку семья часто переезжала, мать постоянно занималась поисками подходящего жилья. Уильямс учился в школе «Солдан», на которую позже сослался в «Стеклянном зверинце», затем в Университетской школе. В 16 лет Уильямс удостоился третьей премии (пять долларов) за эссе «Может ли хорошая жена быть и приятелем?», опубликованное в журнале «The Smart Set». Год спустя в августовском номере журнала «Weird Tales» появился рассказ Уильямса «Месть Нитокрис», тогда же он в сопровождении деда впервые посетил Европу.
В 1929—1931 гг. Уильямс учился в Миссурийском университете, где посещал курсы журналистики. Занятия казались ему скучными, к тому же его выбила из колеи безответная любовь к девушке. Тогда же Уильямс начал представлять на литературный конкурс свои стихи, эссе, рассказы и пьесы. Он стал первым первокурсником, удостоившимся почётного упоминания на конкурсе (за пьесу «Верное слово — красота», 1930)
После того как Уильямс провалил курс военной подготовки, отец забрал его из университета и устроил на фабрику Международной обувной компании. Хотя 21-летний Уильямс ненавидел монотонность, недовольство новой рутинной работой подвигло его писать ещё больше: он поставил себе цель писать по рассказу в неделю, работая по субботам и воскресеньям, часто до глубокой ночи.
Переутомлённый, несчастливый и не имевший никакого литературного успеха, в 24 года Уильямс, пережив нервный срыв, ушёл с работы. Воспоминания об этом периоде и черты характера одного из сослуживцев на фабрике легли в основу образа Стэнли Ковальского в «Трамвае „Желание“». В середине 1930-х усугублявшийся алкоголизм и оскорбительное поведение отца Уильямса вынудили Эдвину расстаться с ним, хотя они никогда не разводились.
В 1936 Уильямс поступил в Университет Вашингтона в Сент-Луисе, в 1938 перевёлся в Айовский университет, который и окончил со степенью «Бакалавр искусств». Затем он учился в театральной мастерской при Новой школе в Нью-Йорке. В 1939 взял псевдоним «Теннесси».
В своих произведениях Уильямс упоминает писателей, которыми восхищался в ранние годы и которые так или иначе оказали влияние на его творчество: Х. Крейн, А. П. Чехов (с десяти лет), У. Шекспир, Д. Г. Лоуренс, А. Стриндберг, У. Фолкнер, Т. Вулф, Э. Дикинсон. В поздние годы к этому списку прибавились Уильям Инге, Дж. Джойс и Э. Хемингуэй.

### Карьера
В конце 1930-х Уильямс, зарабатывая на жизнь, перепробовал множество разных профессий. В 1939 благодаря своему агенту Одри Вуд он получил грант на сумму 1000 долларов от фонда Рокфеллера в знак признания его пьесы «Битва ангелов», которая была через год поставлена в Бостоне, однако успеха не имела.
В 1939 на остатки гранта Уильямс переехал в Новый Орлеан, чтобы писать для Управления общественных работ (WPA), основанного президентом Рузвельтом и во время Великой депрессии давшего возможность работать многим людям искусства. Некоторое время Уильямс жил во Французском квартале, вначале — по адресу Тулуз-стрит, 722 (место действия пьесы «Французский квартал», 1977). Рокфеллеровский грант привлёк к нему внимание, и вскоре он получил полугодовой контракт от Metro-Goldwyn-Mayer с еженедельной платой $250.

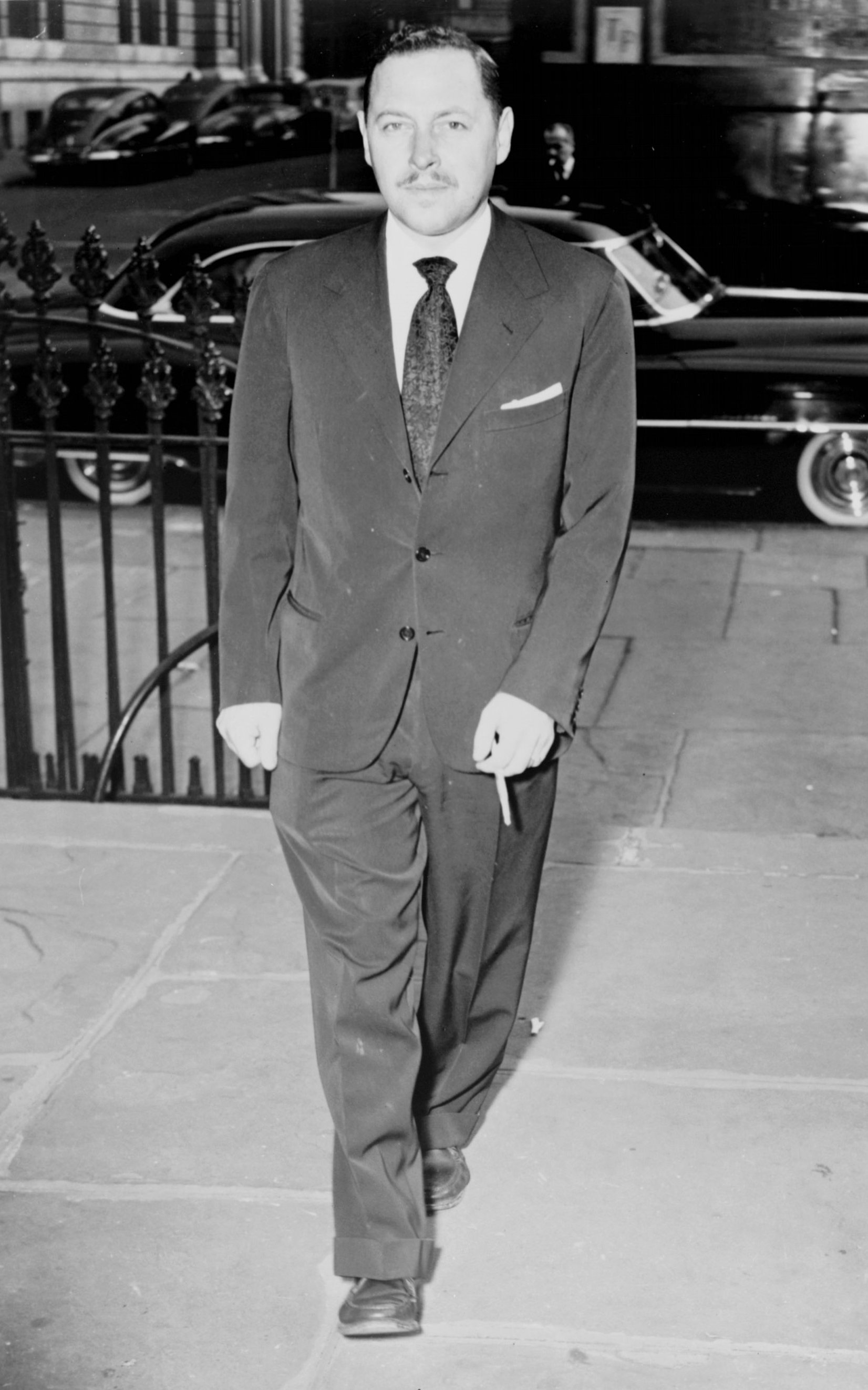
Уильямс на похоронах Дилана Томаса, ноябрь 1953 года

Зимой 1944—1945 в Чикаго с успехом была поставлена «пьеса-воспоминание» «Стеклянный зверинец», собравшая хорошую критику. Вскоре её поставили на Бродвее, где она мгновенно стала хитом, долго не сходила со сцены и удостоилась премии Нью-йоркского кружка театральных критиков как лучшая пьеса сезона.
Оглушительный успех следующей пьесы Уильямса, «Трамвай „Желание“», закрепил за ним репутацию крупного драматурга. Широко признанный и богатеющий, Уильямс оставался неуверенным в себе, боясь, что не сможет повторить достигнутый успех. С конца 1940-х он много путешествовал со своим партнёром Фрэнком Мерло, часто уезжая на лето в Европу. Для стимуляции творческого процесса Уильямс постоянно переезжал из города в город, жил в Нью-Йорке, Новом Орлеане, Ки-Уэсте, Риме, Барселоне, Лондоне.
В это время литературным агентом американского писателя была российско-британская актриса Мария Александровна Бритнева. Став близкой подругой, как попечитель возглавила фонд, учреждённый Теннесси Уильямсом для своей сестры Роуз, страдавшей физическими ограничениями.
1960-е и 1970-е в жизни Уильямса отмечены смятением и чередой творческих неудач. Качество его произведений снизилось от усугублявшегося алкоголизма и наркозависимости.
В 1976 году был председателем жюри на 29-м Каннском кинофестивале.

### Личная жизнь
Всю жизнь Уильямс оставался близок своей сестре Роуз, которой в молодости диагностировали шизофрению. В 1943, когда её состояние стало критическим, ей сделали лоботомию. Операция оказала губительное влияние на Роуз, и оставшуюся жизнь она провела в специальных учреждениях. Как только позволили финансы, Уильямс устроил Роуз в частную клинику к северу от Нью-Йорка, где впоследствии часто навещал её. Он предоставил ей процент от доходов за свои самые успешные пьесы, шедший на оплату её содержания в клинике. Возможно, разрушительный эффект болезни Роуз стал одной из причин алкоголизма Уильямса и его зависимости от различных комбинаций амфетаминов и барбитуратов.
Позже Теннесси посвятит своей сестре стихи:

«Recuerdo» (с исп. — «Воспоминания»), 2 «Бумажный фонарик» (перевод Елены Печерской):

В пятнадцать лет моя сестра

не стала ждать меня, как раньше,

на углу возле аптеки «Уайт Стар»,

а ринулась сломя голову

в неизведанное в Любовь!

И сразу пропала,

поскольку вспышка любви

(её называют ранним безумием)

пылала в её сердце всепожирающим огнём

всего один сезон и спалила его, как бумажный фонарик.
Оригинальный текст (англ.)
At fifteen my sister

no longer waited for me,

impatiently at the White Star Pharmacy corner

but plunged headlong

into the discovery, Love!

Then vanished completely —

for love's explosion,

defined as early madness,

consumingly shone in her transparent heart for a season

and burned it out, a tissue-paper lantern!

В конце 1930-х годов Уильямс принял свою гомосексуальность. В Нью-Йорке он примкнул к социальному кружку геев, в котором состояли его близкий друг писатель Дональд Уиндем и его тогдашний партнёр Фред Мелтон. Летом 1940 года Уильямс завязал отношения с Кипом Кирнаном (1918—1944), молодым канадским танцором, с которым познакомился в Провинстауне. Уход Кирнана ради женитьбы на женщине поверг Уильямса в смятение; ещё более тяжёлый удар последовал со смертью Кирнана в возрасте 26 лет. Эти отношения легли в основу поздней пьесы «Что-то смутно, что-то ясно».
В 1945 году в Таосе Уильямс познакомился с мексиканцем Панчо Родригес-и-Гонсалесом, служащим отеля. Их любовные отношения омрачались склонностью Родригеса к вспышкам ревности и выпивке. Уже в феврале 1946 года Родригес переехал к Уильямсу в его новоорлеанскую квартиру. Они жили вместе, путешествовали. В конце 1947 года Уильямс прекратил отношения, однако они остались друзьями и поддерживали контакт друг с другом до конца 1970-х года.
Весну и лето 1948 Уильямс провёл в Риме в компании итальянского подростка, в «Мемуарах» именуемого Рафаэлло, которому затем в течение нескольких лет оказывал материальную помощь (эта ситуация легла в основу первого романа Уильямса «Римская весна миссис Стоун»).
По возвращении в Нью-Йорк Уильямс познакомился с Фрэнком Мерло (1922—1963), актёром сицилийского происхождения, служившим на флоте во время Второй мировой войны. Их романтические отношения продлились 14 лет, пока им не положили конец измены и наркозависимость с обеих сторон. Мерло взял на себя большую часть бытовых забот и стал личным секретарём Уильямса, уравновешивая его частые приступы депрессии и страх того, что он впадёт в безумие, подобно Роуз. Годы, проведённые с Мерло в квартире на Манхэттене и в скромном доме в Ки-Уэсте, стали для Уильямса самыми счастливыми и продуктивными. Вскоре после их разрыва у Мерло диагностировали неоперабельный рак лёгких; Уильямс вернулся и заботился о нём до его смерти 21 сентября 1963 года.
После смерти Мерло для Уильямса, как он и боялся, наступил период почти непрерывной депрессии и возрастающего злоупотребления наркотиками, окончившийся несколькими госпитализациями и психиатрическими клиниками. Уильямс несколько раз давал интервью, будучи в состоянии невменяемости, чем основательно подорвал свою репутацию драматурга и публичной персоны. Хотя он продолжал писать каждый день до самой смерти, он не смог ни повторить былой успех, ни полностью преодолеть зависимость от медикаментов.

### Смерть

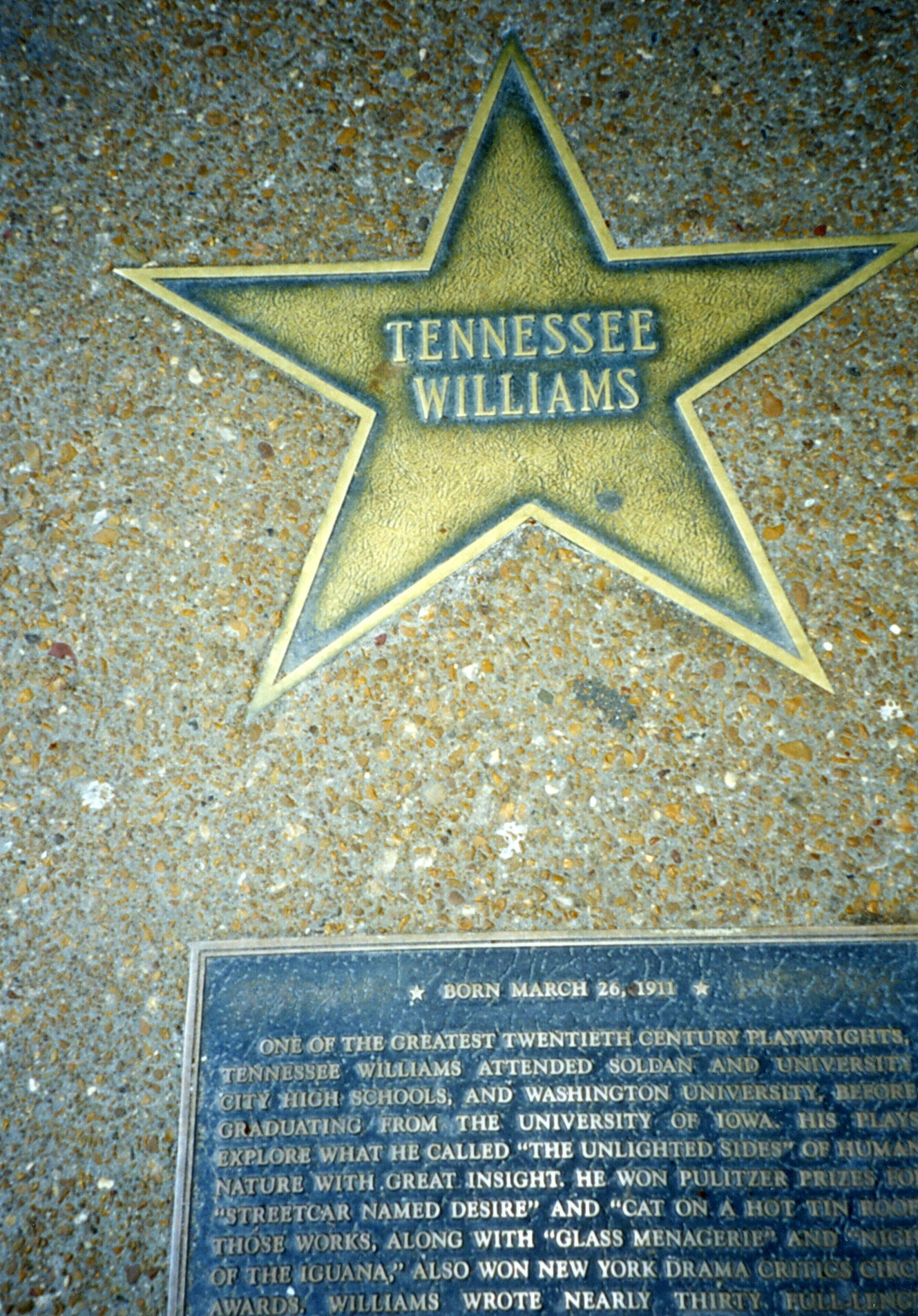
Звезда Теннесси Уильямса

25 февраля 1983 Уильямс был найден мёртвым в номере отеля «Элизе» в Нью-Йорке. Заключение медэксперта гласило, что драматург задохнулся в результате попадания в дыхательные пути колпачка от пузырька с глазными каплями, которыми тот часто пользовался; также было указано, что на смертельный исход могло повлиять злоупотребление алкоголем и медикаментами, подавляющее глоточный рефлекс. В номере были найдены медикаменты, включая барбитураты. Выдвигались требования официального отчёта о смерти Уильямса. Судмедэксперт Майкл Бэйден, работавший в медицинском архиве, заявил, что по результатам исследования Уильямс умер от передозировки алкоголя и медикаментов. Друг Уильямса, драматург Ларри Майерс, говорил, что в отчёте о вскрытии причина смерти позднее была изменена на непереносимость секонала; другой друг Уильямса, Скотт Кинан, говорил, что история с колпачком от пузырька была изначально придумана кем-то из службы судмедэкспертов.
Дейкин Уильямс настоял, чтобы его старший брат был похоронен на кладбище Кэлвари в Сент-Луисе, тем самым нарушив волю драматурга: Уильямс часто говорил друзьям, что хотел бы быть похороненным в море, приблизительно в том месте, где утопился Харт Крейн — один из тех, чьё влияние на собственное творчество Уильямс считал наиболее значительным.

## Память
- Имя Теннесси Уильямса увековечено на Аллее Славы в Сент-Луисе.
- В 1983 году Джонни Холлидей записал песню, посвящённую Уильямсу.

## Произведения

### Избранные пьесы
- 1937 — Весенняя гроза
- 1937 — Из породы беглецов
- 1938 — Не о соловьях
- 1940 — Битва ангелов
- 1941 — Лестница на крышу
- 1944 — Стеклянный зверинец
- 1947 — Трамвай «Желание»
- 1948 — Лето и дым (Эксцентричность соловья)
- 1951 — Татуированная роза
- 1953 — Кэмино Риэл
- 1955 — Кошка на раскалённой крыше
- 1957 — Орфей спускается в ад
- 1959 — Сладкоголосая птица юности
- 1960 — Период привыкания
- 1961 — Ночь игуаны
- 1963 — Молочный фургон здесь больше не останавливается
- 1968 — Семь падений Миртл (Царствие земное)
- 1969 — В баре отеля «Токио»
- 1972 — Предупреждение малым кораблям
- 1973 — Пьеса на двоих (Крик)
- 1975 — Знак батареи Красного Дьявола
- 1976 — Это
- 1977 — Французский квартал
- 1979 — Прекрасное воскресенье для пикника
- 1980 — Костюм для летнего отеля
- 1980 — Дневник Тригорина
- 1981 — Что-то смутно, что-то ясно
- 1982 — Дом, обречённый рухнуть
- 1983 — В личинах строгого бесчинства

### Одноактные пьесы
- 1935 — Ты страсть как много куришь, Лили
- 1935 — Каир! Шанхай! Бомбей!
- 1936 — Волшебная башня
- 1937 — Лето на озере
- 1937 — Палука
- 1938 — Жена толстяка
- 1940 — Долгое прощание
- 1941 — Леди Лоркспур Лосьен
- 1941 — Парад или приближение к концу лета
- 1941 — Растоптанные петунии
- 1941 — Свобода
- 1941 — Портрет Мадонны
- 1946 — Любовное письмо лорда Байрона
- 1946 — Предназначено на слом
- 1946 — 27 тележек с хлопком
- 1946 — Привет от Берты
- 1953 — Говори словно дождь и не мешай мне слушать
- 1958 — Внезапно, прошлым летом
- 1958 — Нечто невысказанное
- 1958 — Тёмная комната
- 1970 — Не могу представить, что будет завтра
- 1979 — Спасательная шлюпка
- 1983 — Единственное исключение

### Романы
- 1950 — Римская весна миссис Стоун
- 1975 — Моизи и мир рассудка

## Экранизации произведений
- 1950 — Стеклянный зверинец
- 1951 — Трамвай «Желание» (реж. Элиа Казан)
- 1955 — Татуированная роза (реж. Дэниэл Манн)
- 1956 — Куколка (реж. Элиа Казан)
- 1958 — Кошка на раскалённой крыше (реж. Ричард Брукс)
- 1959 — Внезапно, прошлым летом (реж. Джозеф Лео Манкевич)
- 1960 — Из породы беглецов (реж. Сидни Люмет)
- 1961 — Лето и дым
- 1961 — Римская весна миссис Стоун
- 1962 — Период приспособления
- 1962 — Сладкоголосая птица юности
- 1964 — Ночь игуаны (реж. Джон Хьюстон)
- 1965 — Орфей спускается в ад
- 1966 — Предназначено на слом
- 1966 — Стеклянный зверинец
- 1967 — Стеклянный зверинец
- 1968 — Бум! (по пьесе «Молочный фургон здесь больше не останавливается»)
- 1968 — Последняя лихая штучка из Мобила
- 1973 — Стеклянный зверинец
- 1976 — Кошка на раскалённой крыше
- 1984 — Трамвай «Желание»
- 1984 — Кошка на раскалённой крыше
- 1989 — Кошка на раскалённой крыше
- 1987 — Стеклянный зверинец
- 1990 — Орфей спускается в ад
- 1995 — Трамвай «Желание»
- 2008 — Пропажа алмаза «Слеза»